# Објектив
Објектив (лат objectus који је постављен испред) је део оптичке справе која прикупља светлосне зраке са посматраног предмета (објекта).
Код фотографских апарата, филмских камера, микроскопа и рефракторских телескопа објектив је редовно сложен састав сочива, док велики рефлекторски телескопи углавном користе само једно удубљено огледало.